# Karl Bischoff
Pour les articles homonymes, voir Bischoff.
Karl Bischoff (9 août 1897, Neuhemsbach – 2 octobre 1950) est un architecte, un ingénieur et un SS-Sturmbannführer allemand à Auschwitz comme chef du bureau central des constructions.

## Biographie
Né près de Kaiserslautern,il rejoint à l'âge de 20 and la Luftwaffe. Au début de la Seconde Guerre mondiale, il construit des bases aériennes en France. Il rencontre le SS-Gruppenführer Hans Kammler, responsable des SS-Amt II qui deviennent les Amtsgruppe C de l'Office central SS pour l'économie et l'administration. Il est engagé par Kammler à Auschwitz. Il est notamment l'auteur de deux documents très connus: en janvier 1943 une lettre mentionnant la chambre à gaz du crématoire II de Birkenau, et en juin 1943 une lettre mentionnant le chiffre de 4756 personnes comme la capacité totale d'incinération quotidienne des fours crématoires d'Auschwitz-Birkenau.